# Estádio Municipal do Farvão
Le Estádio Municipal do Farvão est un stade de Gouveia au Portugal. 
Le stade a été inauguré en 1990 et a une capacité de 5 000 places et pour club résident le CD Gouveia.